# Paradarisa exclusaria
Paradarisa exclusaria är en fjärilsart som beskrevs av Walker 1860. Paradarisa exclusaria ingår i släktet Paradarisa och familjen mätare. Inga underarter finns listade i Catalogue of Life.